# Званка (Ленинградская область)
Званка — деревня в Будогощском городском поселении Киришского района Ленинградской области.

## История
Согласно карте Ф. Ф. Шуберта 1872 года деревня называлась Выложа и насчитывала 10 крестьянских дворов.

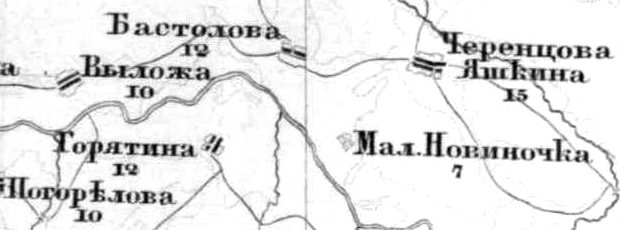
Деревня Выложа на карте Ф. Ф. Шуберта 1872 года

ВЫЛЖА (ВЫЛОЖА, ГРЯЗЬ, ЗВАНКА) — деревня Погорельского общества, прихода села Бутково.
 
Крестьянских дворов — 14. Строений — 19, в том числе жилых — 15. 

Число жителей по семейным спискам 1879 г.: 31 м. п., 31 ж. п.; по приходским сведениям 1879 г.: 31 м. п., 29 ж. п.

В конце XIX века деревня административно относилась к Васильковской волости 1-го стана, в начале XX века — Васильковской волости 4-го стана 3-го земского участка Тихвинского уезда Новгородской губернии.

ВЫЛОЖА (ГРЯЗЬ, ЗВАНКА) — деревня Погорельского сельского общества, дворов — 21, жилых домов — 20, число жителей: 67 м. п., 54 ж. п. 

Занятия жителей — земледелие. Река Пчёвжа. (1910 год)

Согласно карте Петроградской и Новгородской губерний 1915 года деревня называлась Выложа и насчитывала 10 дворов.
С 1917 по 1918 год деревня Званка входила в состав Васильковской волости Тихвинского уезда Новгородской губернии.
С 1918 года в составе Череповецкой губернии.
С 1927 года в составе Будогощенского сельсовета Будогощенского района.
С 1928 года в составе Званского сельсовета. В 1928 году население деревни Званка составляло 150 человек.
С 1931 года в составе Киришского района.

Деревня Званка на карте 1932 года

Согласно карте Ленинградской области Северо-западного аэрогеодезического треста ГГУ издания 1932 года деревня насчитывала 17 крестьянских дворов.
По данным 1933 года деревня Званка являлась административным центром Званского сельсовета Киришского района, в который входили 9 населённых пунктов: деревни Бестогалово, Будково, Горятино, Градоша, Званка, Липовка, Малая Новинка, Погорелово, Сутно Куголи, общей численностью населения 1056 человек.
По данным 1936 года в состав Званского сельсовета входили 9 населённых пунктов, 187 хозяйств и 6 колхозов.
Согласно переписи населения СССР 1939 года население деревни Званка составляли 45 мужчин и 46 женщин, всего 91 человек.
С 1963 года в составе Волховского района.
С 1965 года вновь в составе Киришского района. В 1965 году население деревни Званка составляло 39 человек.
По данным 1966 года деревня Званка входила в состав Званковского сельсовета.
По данным 1973 и 1990 годов деревня Званка входила в состав Будогощского сельсовета.
В 1997 году в деревне Званка Будогощской волости проживали 13 человек, в 2002 году — 16 (все русские).
В 2007 году в деревне Званка Будогощского ГП проживали 10 человек, в 2010 году — 16.

## География
Деревня расположена в юго-восточной части района на автодороге 41К-547 (Будогощь — Половинник).
Расстояние до административного центра поселения — 9 км.
Расстояние до ближайшей железнодорожной станции Будогощь — 11 км.
Деревня находится на правом берегу реки Пчёвжа.

## Демография
| 1879 | 1910 | 1928 | 1965 | 1997 | 2002 | 2007 |
| ---- | ---- | ---- | ---- | ---- | ---- | ---- |
| 62   | ↗121 | ↗150 | ↘39  | ↘13  | ↗16  | ↘10  |
| 2010 | 2017 |      |      |      |      |      |
| ↗16  | ↘10  |      |      |      |      |      |

### Национальный состав
Согласно данным Всероссийской переписи населения 2021 года в деревне проживали 7 человек, все русские.

## Улицы
Званная, Новосёлов, Песочная.